# Rhizofabronia
Rhizofabronia là một chi rêu trong họ Fabroniaceae.